# John T. Lauridsen
John Thorsten Lauridsen (født 28. december 1951) er mag.art. i historie fra Aarhus Universitet, dr.phil. fra Aarhus Universitet 1987 og forskningschef ved Det Kongelige Bibliotek, medlem af Det kongelige danske Selskab for Fædrelandets Historie siden 2004. Han modtog i 2013 Kulturministeriets Julius Bomholt Prisen.
Han har skrevet talrige bøger og artikler om 1600-tallets historie og har i flere år forsket i besættelsestidens og den danske nazismes historie og udgivet flere afhandlinger. Blandt de vigtigste kan nævnes:
- Marselis Konsortiet: En studie over forholdet mellem handelskapital og kongemagt i 1600-tallets Danmark, disputats, Jysk Selskab for Historie, 1987
- Klatterup – et arbejderkvarter i Esbjerg 1890 – 1990, 1992
- De danske nazister 1930 – 1945. En forskningsoversigt, 1995
- Oscar Bruun – læge i pionertidens Esbjerg, 1996
- Fra udstødte til anbragte 1500 – 1950. Marginalgruppeforskning i Danmark, 1996
- Krig, købmænd og kongemagt –og andre 1600-tals studier, Museum Tusculanums Forlag, 1999
- Samarbejde og modstand, Danmark under den tyske besættelse 1940-45. En bibliografi, 2002 med senere tillæg
- Dansk nazisme 1930-45 – og derefter, Gyldendal, 2002
- Nazism and the Radical Right in Austria 1918 – 1934, 2007
- Sammen med Helge Paludan m.fl.: Århus bys historie – fra vikingetid til nutid.

Han har redigeret og udgivet:
- sammen med Niels Kayser Nielsen og Tønnes Bekker-Nielsen: Verdens Historie, bd. 1: Fra Oldtiden til 1750, Gads Forlag, 1994.
- sammen med Henrik Horstbøll: Den trykte kulturarv. Pligtaflevering gennem 300 år. 1998
- sammen med Hans Kirchhoff og Aage Trommer: Gads leksikon om dansk besættelsestid 1940-45, Gads Forlag, 2002
- ”Føreren har ordet!” Frits Clausen om sig selv og DNSAP, Museum Tusculanums Forlag, 2003
- Vilhelm Bergstrøm: ”En Borger i Danmark under Krigen. Dagbog 1939-45, Gads Forlag, 2005, to bind, 1.192 sider
- sammen med Hans Kirchhoff og Aage Trommer: Hvem var hvem 1940-1945, Gads Forlag, 2005
- Over stregen – under besættelsen, Gyldendal, 2007. ISBN 978-87-02-05199-5.
- redaktør af Historisk Tidsskrift fra 2007
- sammen med Mikkel Kirkebæk: "Et liv uden fædreland" Søren Kams erindringer, Lindhardt og Ringhof, 2015. ISBN 978-87-11-40835-3